# SV Polizei Hamburg
Die Sportvereinigung Polizei Hamburg von 1920 ist ein Sportverein aus Hamburg. Die Vereinsfarben sind Grün-Weiß. Der Verein hat 3750 Mitglieder (Stand: 2017). In der ersten Hälfte der 1950er Jahre war die SV Polizei der dominierende Handballverein in Deutschland und gewann mehrfach den Deutschen Meistertitel, sowohl im Hallenhandball als auch im Feldhandball.

## Geschichte

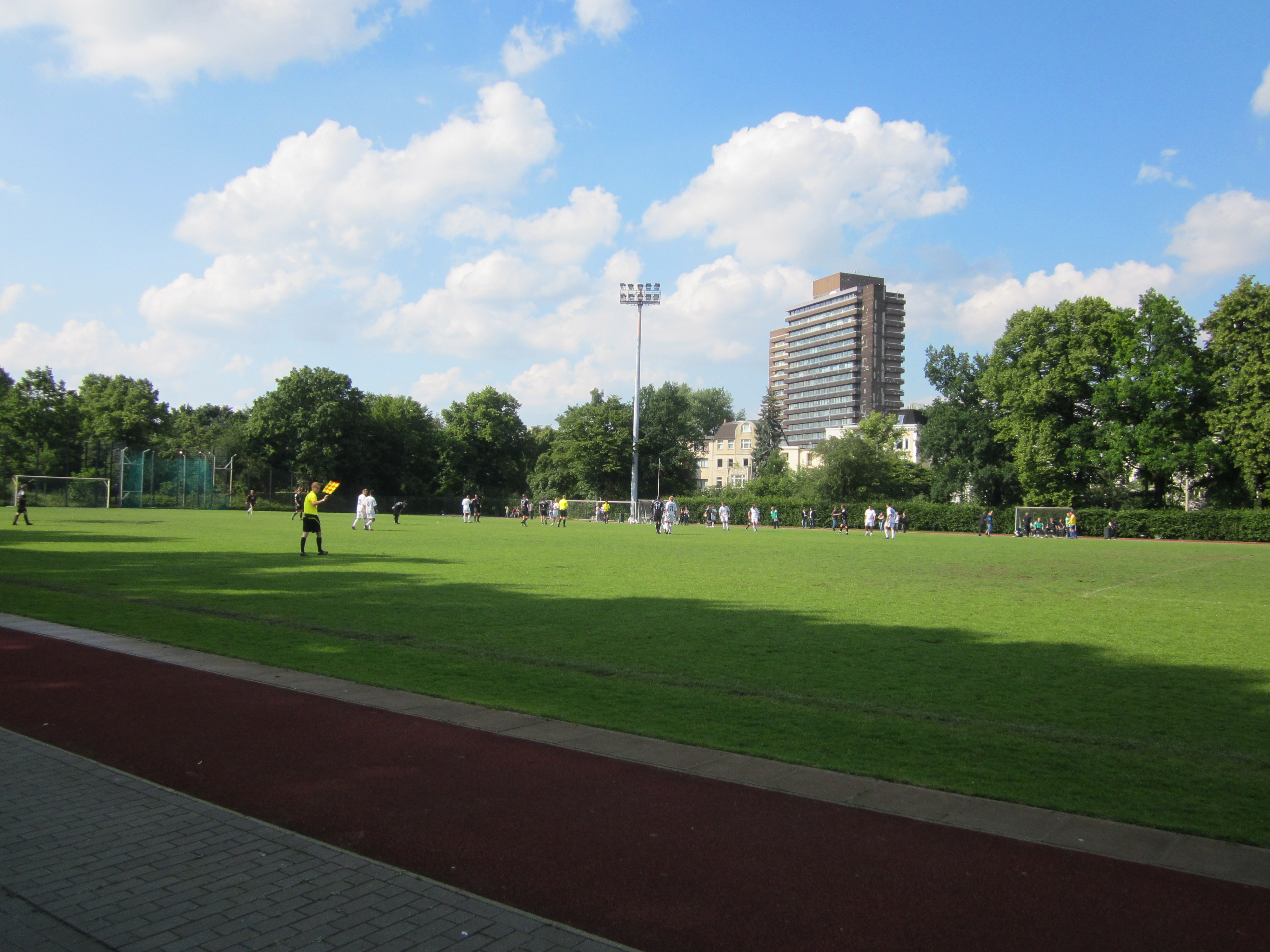
Der Polizei-Sportplatz im Schanzenpark war früher Schauplatz großer Fußball- und Feldhandballspiele.

Der Verein wurde am 28. Mai 1920 als Sportabteilung der Sicherheitspolizei Hamburg gegründet. Bereits im September erfolgte die Umbenennung in Sportvereinigung der Ordnungspolizei, aus der noch im selben Jahr der Verein SpVg Polizei Hamburg wurde. Genutzt wurde das Stadion Nord in Groß Borstel. Bedingt durch die Trennung der Polizei Hamburg in eine Landespolizei und die Schutzpolizei spaltete sich im Juli 1934 der Militär-Sportverein Hansa als Verein der Landespolizisten ab. Die SpVg blieb der Verein der Schutzpolizisten und benannte sich am 7. September 1935 in Polizei SV Hamburg um. Nur ein Jahr später schloss sich der MSV Hansa dem Polizei SV wieder an. 1938 kam es infolge des Groß-Hamburg-Gesetzes nicht nur zur Eingemeindung der Städte Altona, Harburg-Wilhelmsburg, Wandsbek sowie Bergedorf nach Hamburg, sondern auch zum Beitritt der entsprechenden Polizeisportvereine Polizei SV 1921 Harburg, Polizei SV 1924 Altona sowie Polizei SV 1924 Wandsbek. Am 16. Januar 1942 benannte sich der Verein erneut um und firmierte ab sofort als SG OrPo Hamburg. 1945 löste sich der Verein offiziell auf, blieb jedoch unter dem alten Namen SpVg Polizei Hamburg bestehen. Erst am 3. Juni 1946 erfolgte die offizielle Neugründung.

## Handball
| Größte Erfolge: | Größte Erfolge: |
| --- | --------------- |
| - Handball: - Deutscher Meister (Halle): 1950, 1951, 1952, 1953 Deutscher Vizemeister: 1948 (inoffiziell), 1954, 1955 - Deutscher Meister (Feld): 1941, 1943, 1951, 1952, 1953, 1955 Deutscher Vizemeister: 1949, 1950 |                 |

Bereits 1941 und 1943 war der Polizeiverein Deutscher Meister im Feldhandball geworden. Nach dem Krieg folgten 1949 und 1950 zunächst zwei Vizemeisterschaften, bevor 1951, 1952 und 1953 drei weitere Meistertitel in Serie gewonnen werden konnten. 1955 kam die sechste und letzte Großfeldmeisterschaft hinzu. Das Endspiel gegen den TSV Bayer 04 Leverkusen fand im Hamburger Stadion Hoheluft statt. Auch im – zur damaligen Zeit gegenüber dem Feldspiel allerdings zweitrangigen – Hallenhandball dominierte die SV Polizei in der ersten Hälfte des Jahrzehnts und wurde von 1950 bis 1953 viermal in Serie Deutscher Meister, nachdem bereits 1949 der Hamburger und der norddeutsche Titel gewonnen wurde. 1954 und 1955 folgten noch zwei Vizemeisterschaften, bei denen man jeweils im Finale gegen Frisch Auf Göppingen unterlag. Anschließend konnte sich die SV Polizei nie mehr für die Teilnahme an einer DM-Endrunde in der Halle qualifizieren.
Auch auf dem Großfeld endete in der zweiten Hälfte der fünfziger Jahre die große Zeit des Vereins. 1956 scheiterte das Team im Viertelfinale an der SG Leutershausen. 1958 erreichte die Mannschaft als norddeutscher Vizemeister letztmals eine Endrunde um die deutsche Meisterschaft, schied aber bereits in der ersten Runde daheim gegen den anschließenden Deutschen Meister Hamborn 07 aus. Zu den bekannten Spielern der Polizei gehörten unter anderem die Angreifer „Atom-Otto“ Maychrzak und Jürgen Isberg, die Torhüter Carl Boysen und Heinz Singer sowie der Verteidiger und spätere Bundestrainer der Männer und Frauen, Werner Vick.
Seit 1996 nimmt der Verein im Rahmen der SG Altona gemeinsam mit Union 03 und Hansa 10/11 am Spielbetrieb teil.

### Erfolge
- Deutscher Meister (Feld) 1941, 1943, 1951, 1952, 1953 und 1955
  - Deutscher Vizemeister (Feld) 1949, 1950
- Deutscher Meister (Halle) 1950, 1951, 1952 und 1953
  - Deutscher Vizemeister (Halle) 1948 (inoffiziell), 1954 und 1955
- Gaumeister Nordmark: 1934, 1935, 1940, 1941, 1942
- Norddeutscher Meister (Feld) 1949, 1950, 1951, 1952 und 1953
- Norddeutscher Meister (Halle) 1950, 1951, 1952, 1953, 1954 und 1955
- Hamburger Meister (Feld) 1949 bis 1958
- Hamburger Meister (Halle) 1950, 1951, und 1953 bis 1957

## Fußball
Die Fußballabteilung startete 1920 als drittklassiger Verein. Bereits 1921/22 waren die Polizei-Fußballer zweitklassig und 1922 standen sie bereits in der höchstmöglichen Spielklasse, der Elbekreisliga. Zum raschen Aufstieg im Hamburger Fußball trugen die damals typischen Vorteile von Polizeisportvereinen bei. Eine vergleichsweise gute finanzielle Situation erlaubte eine gute Ausstattung, gepflegte Sportplätze sowie moderne Räumlichkeiten. Da die Mitglieder den Sport jedoch nicht nur als Selbstzweck betrieben, sondern um für den Polizeidienst fit zu sein, hatten es die Spieler vergleichsweise einfach, für Pflichtspiele frei zu bekommen. Nach dem knappen Klassenerhalt in der Relegation nach dem ersten Jahr der Erstklassigkeit etablierten sich die Polizisten zusehends in der höchsten Spielklasse. 1927/28 konnte sie erstmals ein Unentschieden gegen den Hamburger SV erreichen. Da auch die SpVgg Polizei mit der Zersplitterung der Ligen in Norddeutschland unzufrieden war, schloss sie sich unter Führung von Lothar Danner der sogenannten Fußball-Revolution an, mit der zehn norddeutsche Spitzenklubs eine eingleisige norddeutsche Liga erreichen wollten. Mit der Oberliga Hamburg erreichten die Revolutionäre immerhin einen Teilerfolg. In der ersten Oberligasaison 1929/30 erreichte die SpVg einen ersten großen Erfolg. In der Liga schlug man erstmals den HSV mit 3:1 und qualifizierte sich am Ende für die Endrunde um die norddeutsche Fußballmeisterschaft. Dort war jedoch in der ersten Runde, dem Achtelfinale, bereits bei der SpVg Hannover 97 durch eine 2:6-Niederlage Schluss. Nach dem enttäuschenden Aus stieg die Polizei 1931 prompt aus dem Oberhaus ab, kehrte aber 1932 sofort wieder zurück. 1933 stand der Verein erneut in der Endrunde um die norddeutsche Meisterschaft, schied jedoch in der Gruppe IV als Vierter und Letzter erneut vorzeitig aus.
Bedingt durch die jüngeren Erfolg wurde die SpVg Polizei eine der zehn ersten Mannschaften der neuen Gauliga Nordmark, die 1933 als höchste Spielklasse eingerichtet wurde. Die Mannschaft erhielt damit den Vorzug vor Vereinen wie Victoria Hamburg oder dem FC St. Pauli. Die erste Saison 1933/34 schlossen die Polizisten auf dem achten Tabellenplatz ab. Neben glanzvollen Siegen wie dem 6:0 gegen Union 03 oder dem 9:1 gegen den Schweriner FC 03 gab es auch eine deutliche 1:7-Niederlage gegen den späteren Ligaersten Eimsbütteler TV. Unter anderem durch das 1:1 bei der Polizei verlor dagegen der spätere Tabellenzweite Hamburger SV den fehlenden Punkt zur Meisterschaft. Die folgende Saison konnten die Polizei-Fußballer erneut auf dem achten Platz abschließen. Höhepunkt war ein 6:2 über den Altonaer FC 93.
Bedingt durch die oben erwähnte Aufteilung des Vereins in den Polizei SV für die Schutzpolizei und den MSV Hansa für die Ordnungspolizei musste sich der Polizei SV zurückziehen. Der MSV Hansa übernahm den Gauligaplatz, konnte diesen jedoch nicht halten. Als Tabellenletzter mit nur drei Siegen aus 18 Spielen, darunter ein 2:1 gegen Altona 93, stieg der Verein ab.
Nachdem der MSV Hansa 1936 wieder zum Polizei SV zurückgekehrt war, gelang diesem 1937 mit Trainer Walter Risse als Sieger der Staffel Hammonia der Fußball-Bezirksklasse Groß-Hamburg anschließend auch der Gruppensieg in der Aufstiegsrunde zur Gauliga Nordmark. In der nun zwölf Mannschaften umfassenden Gauliga verfehlte der Polizei SV jedoch um einen Punkt den Klassenerhalt und stieg als Vorletzter direkt wieder in die Bezirksklasse ab. Lediglich für Altona 93 gab es gegen den Polizei SV erneut nichts zu holen. Dieser setzte sich zu Hause mit 5:2 und in Altona mit 2:1 durch. Drei Jahre spielte der Polizei SV zweitklassig. Der erste größere Erfolg dieser Zeit war die Qualifikation für die Endrunde um den Tschammerpokal 1939. Nach einem Sieg in der 1. Runde beim ASV Blumenthal bedeutete in der 2. Runde ein 2:11 beim Hamburger SV nicht nur ein Debakel, sondern auch das Pokalaus. Auch der Sturmlauf durch die Bezirksliga Germania mit 16 Siegen aus 16 Spielen 1940/41 führte zunächst nicht zur Rückkehr in die Gauliga, da sich der FC Kilia Kiel in der Aufstiegsrunde dank des besseren Torverhältnisses durchsetzte. Erst 1942 gelang dann die letzte Rückkehr in die Gauliga. Dieses Mal genügte die Meisterschaft in der Bezirksliga Germania. Denn die Gauliga Nordmark war zur Saison 1942/43 in die Ligen Hamburg, Mecklenburg und Schleswig-Holstein aufteilt worden. In der zehn Vereine umfassenden Hamburger Gauliga schlossen die nun als SG OrPo antretenden Polizisten auf dem siebten Platz ab. Ein 4:0 gegen den schwächelnden Altmeister Eimsbütteler TV war der bemerkenswerteste Erfolg. Nach der Saison löste die Ordnungspolizei allerdings die Fußballabteilung auf, der Verein zog sich aus der Gauliga zurück.
1950/51 war die wiedergegründet SpVg Polizei als Aufsteiger in die Amateurliga Hamburg wieder zweitklassig. Dort traf der Verein auf alte Gauliga-Rivalen wie den SC Victoria, Union 03 und den Wilhelmsburger SV. Als 14. von 16 Vereinen stieg der Neuling am Saisonende wieder ab, kehrte jedoch zur Saison 1952/53 gleich wieder in das Hamburger Oberhaus zurück. Der Klassenerhalt in der Saison auf einem guten sechsten Platz (bei ausgeglichenem Punktekonto) bedeutete den letzten großen Erfolg. 1953/54 stiegen die Polizeifußballer als Vorletzter ab. Bei der Polizei Hamburg standen die Erfolg der Handballherren im Verein klar im Vordergrund.
Immerhin hielt sich der Verein bis 1960 noch in der drittklassigen Verbandsliga, in die die Fußball-Herren auch von 1961 bis 1963 noch einmal zurückkehrten. Als sie 1966 bis 1972 erneut in der Verbandsliga standen, war diese bedingt durch die Einführung der Bundesliga nur noch viertklassig. 1972 löste der Stammverein von Gert Dörfel die Liga- und Jugendfußballabteilung auf.

## Boxen
Die Boxabteilung wurde mit der Vereinsgründung im Jahr 1920 eingerichtet. Der Übungsbetrieb wurde zunächst in Sporthallen in den Stadtteilen Rothenburgsort, Barmbek und Hammerbrook durchgeführt. Bis 1933 war dann die Halle einer Kaserne in der Bundesstraße in Hamburg-Eimsbüttel die Heimat der Boxabteilung. Während des Zweiten Weltkrieges wurde in einem Bunker im Hamburger Heußweg geboxt, nach dem Krieg wurde ein Keller im Sprinkenhof die Heimat der Boxabteilung. 1952 erfolgte der Umzug in eine Halle in der Haubachstraße in Hamburg-Altona.
In den 1930er Jahren gehörten zehn Sportler des Vereins der deutschen Nationalstaffel an. Der spätere Europameister Hein ten Hoff, der seine Amateurkarriere bei der SV Polizei begann, Adolf Baumgarten und Carl „Kuddel“ Schmidt gewannen deutsche Meistertitel.
Heinrich Meinhardt wurde mehrmals deutscher Meister und war später Berufsboxer. Trainer Franz Mück betreute bei dem Verein Boxer, die in den 1950er und 1960er Jahren zahlreiche Meistertitel auf Hamburger und norddeutscher Ebene gewannen. In den 1960er Jahren war der Sänger Knut Kiesewetter Mitglied der Boxabteilung des SV Polizei.
1984 und 1986 wurde mit Thorsten Spürgin ein Boxer der SV Polizei deutscher Meister im Halbschwergewicht. Zu den bekanntesten Polizei-Boxern der 1990er Jahre gehörte Malte Jöhnk. Um die Jahrtausendwende kämpften die Ordnungshüter in einer Kampfgemeinschaft mit der DGF Flensborg in der Zweiten Bundesliga.

## Rugby
Die Rugbyabteilung der SpVg Polizei stellte in den 1960er Jahren die einzige Mannschaft, die dem FC St. Pauli die Hamburger Meisterschaft streitig machen konnte: 1960, 1963, 1965 und 1966. Nachdem der ewige Konkurrent 1971 in die neu gegründete Bundesliga aufrückte, gelang auch der SpVg Polizei 1972 der Aufstieg. Im Folgejahr mussten die Grün-Weißen jedoch als Tabellenletzter wieder zurück in die Regionalliga. Als Spielstätten wurden zwei öffentliche Rugby-Plätze am Rand des Hamburger Stadtparks genutzt: an der Saarlandstraße und am Jahnring („Milchwirtschaft“). Heute besteht mangels Spielern die Rugbyabteilung nicht mehr. Mit Peter Kummerow stellten die Polizisten in den 1960er Jahren auch einen Nationalspieler.

## Leichtathletik
In der Leichtathletik konnten Sportler der SV Polizei zu deutschen Meisterehren kommen: Im Waldlauf wurde die Staffel der SV Polizei sechsmal Deutscher Meister. Hinzu kam der Einzelsieg von Wilhelm Husen 1928. Hermann Schmidt gewann 1938 bis 1941 viermal die Deutsche Meisterschaft im 10.000-Meter-Bahngehen. Nach dem Zweiten Weltkrieg gingen die Erfolge weiter als 1949 Friedrich Prehn Deutscher Meister im 50-km-Gehen wurde. Helga Henning gewann 1968 den 400-Meter-Lauf und im selben Jahr in der Halle den 800-Meter-Lauf. Ein Jahr später holte Joachim Ließ den Titel im 10.000-Meter-Lauf. Jobst Hirscht wurde 1973 Deutscher Meister im 100-Meter-Lauf, nachdem er bereit 1968 und 1971 den Hallensprint über 60 bzw. 50 Meter für sich entschieden hatte.

## American Football
Die SpVg Polizei ist der Stammverein der American-Football-Mannschaft Hamburg Pioneers.

## Wassersport (Rudern, Kanu, Drachenboot)
Die Wassersportabteilung der SpVg Polizei Hamburg, genannt WSAP Hamburg, ist ca. 500 Mitglieder stark und betreibt Wettkampfsport und Wasserwandern in den Sportarten Kanusport, Rudersport und Drachenbootsport für alle Altersklassen ab 10 Jahren. Der bereits in den 30er Jahren ausgeübte Rudersport wurde 1947 durch den damaligen Polizeibeamten Rudi Rabe reaktiviert.
- Sportlicher Höhepunkt der Wassersportabteilung war der Gewinn der Bronzemedaille bei den Olympischen Spielen 1984 in Los Angeles durch Vereinsmitglied Iris Völkner im „2er ohne“.
- Im Kanupolo gewann die Mannschaft der WSA Polizei die Deutsche Meisterschaft in den Jahren 1928, 1929, 1970, 1971 und 1976.
- Im Ozeanrudern nahmen vier Frauen der WSAP[26] 2019/20 an der Atlantic Challenge teil. Sie erzielten Platz 17 von 35 gestarteten Booten verschiedener Klassen und waren das beste Frauenboot[27]. Dabei waren sie unter dem Namen RowHHome das erste deutsche Team, das den Atlantik überquert hat[28]: Catharina Streit, Meike Ramuschkat, Steffi Kluge und ihre Tochter Timna Bicker (die noch unter dem Namen Kluge gemeldet, aber vor Beginn des Rennens geheiratet hat). Allerdings wurde die Zugehörigkeit zur WSAP in den Medien (außer beim NDR) kaum erwähnt.

## Budoabteilung (Kampfsport, Selbstverteidigung)
Bereits Anfang der 1950er Jahre verfügte die SV Polizei über eine starke Judoabteilung. 1969 wurde man Hamburger Mannschaftsmeister durch einen Endkampferfolg gegen den BKSV Goliath. Die Budoabteilung (Budocentrum) der SV Polizei Hamburg in Winterhude bietet ein breit aufgestelltes Angebot aus Kampfkunst-, Kampfsport- und Fitnesskursen. Folgende Kampfkünste bzw. Sportarten werden angeboten:
- Aikido
- Brazilian Jiu-Jitsu
- Escrima
- Giron Arnis Escrima
- Judo
- Ju-Jutsu
- Karate
- Kickboxen
- Krav Maga
- Ryu Kyu Kobujutsu
- non-standard TaeKwonDo
- Tai Chi Chuan

Fitnesskurse:
- Budo-Power
- Body Work Out
- Seniorenfitness
- Trampolingymnastik
- Yoga
- Rückengymnastik

In der Abteilung Bergedorf werden Kickboxen und Judo angeboten.
Weiterhin finden regelmäßig zusätzliche Selbstverteidigungskurse für Frauen sowie Gruppenseminare statt.

## Weitere Abteilungen
Schon in der Zwischenkriegszeit verfügte die SpVg Polizei über regional durchaus erfolgreiche Abteilungen, darunter die Schwimmer, die in den 1950er Jahren auch an der Winterwasserballrunde des Hamburger Verbandes teilnahmen. Nach dem Zweiten Weltkrieg spielten die Faustballer zwischenzeitlich in der höchsten Hamburger Spielklasse. Auch im Ringen starteten Polizeisportler in der Hamburger Auswahl und qualifizierten sich 1961 für die neugeschaffene Oberliga Nord. Die Gewichtheber wurden 1968 erstmals Hamburger Mannschaftsmeister. Die ersten 25 Jahre nach dem Zweiten Weltkrieg wurde beim SV Polizei auch erfolgreich Tischtennis gespielt. Noch in der Spielzeit 1969/70 spielten sowohl die Damen als auch die Herren in der Verbandsliga, der zweithöchsten Hamburger Spielklasse. Bereits Anfang der 1970er Jahre löste sich die Abteilung jedoch auf. Die Turnabteilung nahm bereits in den 1950er Jahren an Mannschaftswettkämpfen im Gerätturnen teil.
Heute werden auch Ultimate Frisbee, Badminton, Leicht- und Schwerathletik (Ringen, Gewichtheben), Leistungsturnen, Budo (Kampfsport), Tanz- und Schießsport, und seit 1986 auch Basketball betrieben. Zudem gibt es diverse Fitnessangebote.

## Sportstätten
Die Polizeisportler, bei denen nicht nur Polizisten und Familienangehörige Mitglied werden können, verfügen heute über folgende, teilweise vereinseigene Anlagen:
- einen Rasenplatz für Fußball (und früher Feldhandball) mit Flutlichtanlage, 400-m-Bahn und Vereinsheim im Sternschanzenpark
- Turnhallen an der Haubachstraße in Altona-Nord für die Box- und an der Carl-Cohn-Straße in Winterhude für die Basketballabteilung
- das Budo-Centrum mit 4 Dojos an der Carl-Cohn-Straße
- einen Platz am Jahnring in Winterhude, den die American Footballer nutzen
- das Bootshaus der Wassersportler am Isebekkanal